# La Motte-Picquet (1923)
La Motte-Picquet byl francouzský lehký křižník třídy Duguay-Trouin.

## Operační služba
V době vypuknutí druhé světové války se nacházel ve Francouzské Indočíně. Po kapitulaci Francie vzrostlo napětí mezi režimem Vichistické Francie a Thajskem, které si činilo nárok na část území dnešní Kambodže a dnešního Laosu, jež přerostly až ve válku.
V lednu 1941 Francouzi z dostupných lodí sestavily eskadru Groupe Occasionnel No. 7, jejíž vlajkovou lodí byl právě La Motte-Picquet, která se v bitvě u Ko Čangu střetla v thajským královským námořnictvem. Lehký křižník zde doplňovala koloniální avíza Dumont d'Urville, Amiral Charner (obě třídy Bougainville), Tahure a Marne. Thajské námořnictvo v bitvě ztratilo obě své nejcennější jednotky, lodě pobřežní obrany Sri Ajudhja a Thonburi a k tomu ještě tři torpédovky.
Koncem roku byl křižník internován a odzbrojen Japonci. Dne 12. ledna 1945 ho zničilo americké letectvo.